# Темуко
Темуко (шп. Temuco) је град на југу Чилеа и седиште је региона Арауканија. По попису из 2002. град има 245.347 становника.

## Историја
Град је основан 24. фебруара 1881. као тврђава за време рата за Арауканију.

## Градови побратими
- Ставропољ, Русија
- Сантијаго де Компостела, Шпанија
- Нанкин, НР Кина